# Собко, Иван Кузьмич
Иван Кузьмич Собко (23 февраля 1919, Кизомыс, Херсонская губерния — 28 марта 1978, Херсон) — советский военнослужащий, участник Великой Отечественной войны, командир пулемётной роты 234-го гвардейского стрелкового полка 76-й гвардейской стрелковой дивизии, гвардии старший лейтенант. Герой Советского Союза.

## Биография
Родился 23 февраля 1919 года в селе Кизомыс ныне Белозёрского района Херсонской области. Украинец. Член ВКП(б) с 1943 года. Окончил 5 классов.
В Красной армии с 1939 года. В 1941 году направлен для обучения в Винницкое пехотное училище, которое к тому времени дислоцировалось в Краснодаре.
В июле 1942 года при приближении противников к Сталинграду из состава училища был сформирован курсантский полк и направлен на Юго-Восточный фронт. Находясь в составе 57-й армии, 20 августа 1942 года полк принял участие в отражении удара 4-й танковой армии противника. На следующий день противники прорвали оборону соседних 15-й гвардейской и 422-й дивизий. Курсантский полк оказался в окружении в районе Тингутинского лесничества, но продолжал вести бои. Старший сержант Собко выполнял обязанности шофёра начальника училища.
23 августа, когда миномётным огнём противника был подожжён сарай, в котором находились две автомашины с боеприпасами и легковой автомобиль, он бросился в огонь и вывел оттуда всю технику, сохранив и боеприпасы. За этот подвиг в сентябре 1942 года И. К. Собко был награждён медалью «За отвагу».
После выхода из окружения остатки курсантского полка были направлены на пополнение 64-й армии. В связи с нехваткой командного состава на должности командиров взводов выдвигались хорошо проявившие себя младшие командиры и рядовые бойцы. И. К. Собко был назначен командиром пулемётного взвода 384-го стрелкового полка 157-й стрелковой дивизии. С сентября 1942 года участвовал в боях под Сталинградом. В марте 1943 года дивизия за мужество и героизм личного состава, проявленные в ходе Сталинградской битвы преобразована в 76-ю гвардейскую стрелковую дивизию, а 384-й стрелковый полк стал 234-м гвардейским.
С февраля 1943 года дивизия в составе 61-й армии вела оборонительные бои южнее и юго-западнее города Белёв, прикрывая калужское и тульское направления. В июле 1943 года была направлена на орловско-курское направление, где заняла оборону на северном фасе Курского выступа. Гвардии старший лейтенант Собко к началу боёв уже был назначен на должность командира пулемётной роты.
11 июля, накануне начала Орловской наступательной операции, он вместе с подчинёнными принял участие в разведке боем. Рота преодолела реку Ока, выбила противника из двух траншей и захватила плацдарм на западном берегу в районе села Хмелевая Болховского района Орловской области. В течение 11 и 12 июля рота отразила четыре массированные атаки противников, уничтожив при этом около 900 солдат и офицеров врага. Командир роты при этом лично из станкового пулемёта уничтожил около 200 фашистов. До подхода основных сил в строю роты осталось только четыре человека. За этот бой Собко представлялся к званию Героя Советского Союза, но тогда представление подписано не было.
В сентябре 1943 года 76-я гвардейская стрелковая дивизия участвовала в наступлении в направлении на Чернигов. Пулемётная рота под командованием гвардии старшего лейтенанта Собко первой в полку 17 сентября 1943 года на подручных средствах форсировала реку Убедь в районе села Кудровка и подавила огневые точки противника, прикрывавшие подступы к селу. Сам командир роты при этом уничтожил 12 кавалеристов врага.
21 сентября 1943 года при взятии посёлка Седнев Собко вывел свою роту во фланг противника и внезапной атакой выбил его из населённого пункта. Противники предприняли попытку вернуть утраченные позиции, но рота успешно отразила вражескую контратаку. Гвардии старший лейтенант Собко в этом бою лично уничтожил 15 вражеских солдат и офицеров.
За бои под Черниговом и освобождение города 76-я гвардейская стрелковая дивизия получила почётное наименование «Черниговская». Продолжая дальнейшее наступление, она вышла к Днепру в районе села Мысы.
28 сентября рота И. К. Собко форсировала Днепр, подавила огневые точки противника на правом берегу и заняла рубеж. Своим огнём она прикрывала форсирование реки другими подразделениями. При отражении вражеской контратаки рота подавила шесть огневых точек врага и уничтожила до взвода живой силы. Благодаря отважным действиям пулемётчиков плацдарм был удержан и расширен.
Указом Президиума Верховного Совета СССР «О присвоении звания Героя Советского Союза генералам, офицерскому, сержантскому и рядовому составу Красной Армии» от 15 января 1944 года за «образцовое выполнение боевых заданий командования по форсированию реки Днепр и проявленные при этом мужество и героизм» гвардии старшему лейтенанту Собко Ивану Кузьмичу присвоено звание Героя Советского Союза с вручением ордена Ленина и медали «Золотая Звезда».
В ходе дальнейших боёв 76-я гвардейская стрелковая дивизия, в составе которой воевал И. К. Собко, участвовала в Гомельско-Речицкой и Калинковичско-Мозырской операциях. В марте 1944 года она была передана 70-й армии 2-го Белорусского фронта и вела бои севернее Ковеля. В июле 1944 года вела бои на брестском направлении и освобождала город Брест, за что была награждена орденом Красного Знамени. В августе того же года в ходе дальнейших наступательных боёв вышла к реке Нарев в районе города Сероцк.
В конце 1944 года Собко был направлен на Высшие тактические курсы в Ульяновск. С 1946 года капитан Собко — в запасе. Жил в Херсоне. Работал начальником автопарка.
Награждён орденами Ленина, Отечественной войны 1-й степени, медалями.
Умер 28 марта 1978 года. Похоронен в Херсоне.